# Famille Amádé
Amádé de Várkony et Böős (en hongrois : várkonyi és böősi Amádé család) est le patronyme d'une ancienne famille de la noblesse hongroise. Eteinte en 1845, le nom est relevé en 1903 en la personne de Emil József Albert Üchtritz-Amádé de Várkony. 

## Origines
La famille Amádé est issue du clan Gutkeled. Elle remonte à Lothárd, mentionné en 1264 et 1284 comme loyal sujet du roi Béla IV de Hongrie dont il reçoit la terre de Böős. Il acquiert par la suite celle de Várkony. On précise que ses frères sont Amádé (fl. 1272-1286), ispán de Vas et Zala, et Ampod (fl. 1242), respectivement à l'origine des familles Lendvay et Marczaltőy. Ils sont tous trois fils de Amadé Fekete.

## Membres notables
- Miklós Amádé est commandant de la forteresse de Csesznek sous le règne des Zápolya au XVIe siècle.
- István Amádé , vice-juge suprême du Royaume de Hongrie.
- Péter Amádé, capitaine du château de Visegrád, il est contraint de remettre la citadelle aux mains des Turcs en 1544.
- Mihály Amádé (fl. 1535-1574), alispán de Pozsony.
- Mihály Amádé (fl. 1565-1604), alispán de Pozsony, fils du précédent.
- Les frères István (fl. 1589-1627), alispán de Pozsony, et Lénárd Amádé (1589-1647), vice-palatin de Hongrie et trésorier royal (pénztárnok), sont élevés au rang de baron par Ferdinand II en 1628.
- baron Antal Amádé (hu) (1674–1737), poète hongrois.
- Antal Amádé (hu) (XVIIIe siècle), écrivain.
- baron László Amádé (hu) (1703–1764), poète, capitaine de hussard.
- baron puis comte Tádé Amádé (1724–1807), conseiller impérial il est créé comte en 1807.
- comte Antal Amádé (hu) (1760–1835), écrivain, chambellan, conseiller du roi, főispán de Zala et assesseur de la Table (táblai (hu) ülnök).
- comte Tádé Amádé (1784–1845), conseiller secret, pianiste, maître de musique de la Cour (udvari zenegróf). Petit-fils du précédent Tádé, il est le dernier membre mâle de la famille lors de son décès. Une cousine à lui, la comtesse Dominika Amádé (1810-1875), épouse le baron Emil von Üchtritz (hu) (1808-1886), colonel lors de la révolution hongroise de 1848 aux côtés des insurgés. Divorcés en 1853, leur fils Emil József Albert (1841-1928) est élevé au rang de comte en 1903 et est autorisé à porter le nom et les armes de la famille Amádé et à s'appeler à l'avenir Üchtritz-Amádé de Várkony.

## Liens, sources
- Iván Nagy: Magyarország családai, Budapest
- Révai nagy lexikona (Vol. I, A-ARANY)